# Список монархів Англії

Герб Англії (1558—1603)

Традиційно, Англійське королівство починається з Альфреда І Великого, короля Вессекса, у південно-східній частині Великої Британії. Останнім англійським монархом була королева Анна, яка стала королевою Великої Британії, коли Англія об'єдналася з Шотландією, щоб сформувати союз у 1707 році. Щодо монархів після королеви Анни див. список британських монархів.
Уельс був включений до складу Англії відповідно до Статуту 1284 року, і у 1301 король Едуард I Довгоногий призначив свого старшого сина, майбутнього короля Едварда II, Принцом Уельський. З цього часу, за винятком Едварда III, старші сини усіх англійських монархів носять цей титул. Після смерті королеви Єлизавети I у 1603 році, корони Англії і Шотландії були об'єднані в особистій унії Якоба VI, який став Якобом I Англійським. За королівською прокламацією, він називав себе «Король Великої Британії», королівство було створене лише у 1707 році (Акт про унію), під час правління королеви Анни.

## Вессекська династія
| Ім'я                                  | Портрет | Оригінальне ім'я                | Роки правління     |
| ------------------------------------- | ------- | ------------------------------- | ------------------ |
| Вессекська династія                   |         |                                 |                    |
| Альфред I Великий                     |         | англ. Ælfred the Great          | 871–899            |
| Едуард Старший                        |         | англ. Eadweard the Elder        | 899–924            |
| Етельвірд(*)                          |         | англ. Æðelweard                 | 924                |
| Етельстан Славний                     |         | англ. Æðelstan the Glorious     | 924–939            |
| Едмунд I Прекрасний                   |         | англ. Eadmund I the Magnificent | 939–946            |
| Едред                                 |         | англ. Eadred                    | 946–955            |
| Едвін Красивий                        |         | англ. Eadwig All-Fair           | 955–959            |
| Едгар Мирний                          |         | англ. Eadgar the Peaceable      | 959–975            |
| Едуард Мученик                        |         | англ. Eadweard II the Martyr    | 975–978            |
| Етельред Нерозумний                   |         | англ. Æðelred II Unræd          | 978–1013 1014–1016 |
| Едмунд II Залізобокий                 |         | англ. Eadmund II Ironside       | 1016               |
| (*) Достовірність правління сумнівна. |         |                                 |                    |

## Данські королі
| Ім'я                 | Портрет | Оригінальне ім'я                           | Роки правління |
| -------------------- | ------- | ------------------------------------------ | -------------- |
| Кнутлінґи            |         |                                            |                |
| Свен I Вилобородий   |         | дан. Svend Tveskæg англ. Sweyn I Forkbeard | 1013–1014      |
| Канут Великий        |         | дан. Knud den Store англ. Cnut the Great   | 1016–1035      |
| Гарольд I Заяча Лапа |         | дан. Harald Harefod англ. Harold Harefoot  | 1035–1040      |
| Хардекнуд            |         | дан. Hardeknud англ. Harthacnut            | 1040–1042      |

## Вессекська династія
| Ім'я                             | Портрет | Оригінальне ім'я             | Роки правління |
| -------------------------------- | ------- | ---------------------------- | -------------- |
| Реставрація Вессекської династії |         |                              |                |
| Едуард Сповідник                 |         | англ. Eadweard the Confessor | 1042–1066      |
| Гарольд II Ґодвінсон             |         | англ. Harold Godwinson       | 1066           |
| Едгар Етелінг                    |         | англ. Eadgar Ætheling        | 1066           |

## Нормандська династія
| Ім'я | Портрет | Оригінальне ім'я                          | Роки правління |
| --- | ------- | ----------------------------------------- | -------------- |
| Нормандська династія Після норманського завоювання в 1066 році, в Англії з'явилася французька традиція «нумерації» королів. |         |                                           |                |
| Вільгельм I Завойовник |         | англ. William I the Conqueror/the Bastard | 1066–1087      |
| Вільгельм II Рудий |         | англ. William II Rufus                    | 1087–1100      |
| Генріх I Боклерк |         | англ. Henry I Beauclerc                   | 1100–1135      |
| Стефан Блуаський |         | англ. Stephen of Blois                    | 1135–1154      |
| Матильда (королева Англії)                                                                                                  |         | англ. Empress Matilda                     | 1141           |

## Плантагенети
| Ім'я | Портрет | Оригінальне ім'я              | Роки правління |
| --- | ------- | ----------------------------- | -------------- |
| Плантагенети В 1154 р. престол перейшов до сина Матильди та Жоффруа V Плантагенета, графа Анжуйського |         |                               |                |
| Генріх II Плантагенет |         | англ. Henry II Curtmantle     | 1154–1189      |
| Генріх Молодий |         | англ. Henry the Young King    | 1170–1183      |
| Річард I Левине Серце |         | англ. Richard the Lionheart   | 1189–1199      |
| Іоанн Безземельний |         | англ. John Lackland           | 1199–1216      |
| Людовик VIII (король Франції)(**) |         | англ. Prince Louis of France  | 1216–1217      |
| Генріх III (король Англії) |         | англ. Henry III of Winchester | 1216–1272      |
| Едуард I Довгоногий |         | англ. Edward I Longshanks     | 1272–1307      |
| Едуард II (***) |         | англ. Edward II of Carnarvon  | 1307–1327      |
| Едуард III |         | англ. Edward III of Windsor   | 1327–1377      |
| Річард II |         | англ. Richard II              | 1377–1399      |
| (**)Був проголошений королем Англії 16 травня 1216 року в Лондоні, проте коронований він так і не був. Він контролював більше половини Англії, але в 1217 році він був вимушений відмовитися від прав на престол. (***) Останнім незалежним правителем Уельсу був Ллівелін ап Гріфід. Далі Уельс був приєднаний до Англії. В 1284 році Едуард I проголосив свого наступника Едуарда II Принцом Уельським. |         |                               |                |

### Ланкастери
| Ім'я | Портрет | Оригінальне ім'я              | Роки правління      |
| --- | ------- | ----------------------------- | ------------------- |
| Ланкастери В 1399 р. Річард II був відсторонений від володарювання представником однієї з гілок дома Плантагенетів Генріхом Ланкастером. |         |                               |                     |
| Генріх IV |         | англ. Henry IV of Bolingbroke | 1399–1413           |
| Генріх V |         | англ. Henry V                 | 1413–1422           |
| Генріх VI |         | англ. Henry VI                | 1422–1461 1470–1471 |

### Йорки
| Ім'я | Портрет | Оригінальне ім'я  | Роки правління      |
| --- | ------- | ----------------- | ------------------- |
| Йорки В 1461 р., під час війни Червоної та Білої троянд, Генріх VI був відсторонений від володарювання представником іншої гілки Плантагенетів Едуардом Йорком. |         |                   |                     |
| Едуард IV |         | англ. Edward IV   | 1461–1470 1471–1483 |
| Едуард V |         | англ. Edward V    | 1483                |
| Річард III |         | англ. Richard III | 1483–1485           |

## Тюдори
| Ім'я | Портрет | Оригінальне ім'я                           | Роки правління |
| --- | ------- | ------------------------------------------ | -------------- |
| Династія Тюдорів В 1485 р. престол перейшов до нащадка Ланкастерів Генріха Тюдора, засновника династії Тюдорів. |         |                                            |                |
| Генріх VII |         | англ. Henry VII                            | 1485–1509      |
| Генріх VIII (***) |         | англ. Henry VIII                           | 1509–1547      |
| Едуард VI |         | англ. Edward VI                            | 1547–1553      |
| Леді Джейн Грей |         | англ. Lady Jane Grey, The Nine Days' Queen | 1553           |
| Марія I Тюдор |         | англ. Mary I                               | 1553–1558      |
| Філіп |         | англ. Philip                               | 1554–1558      |
| Єлизавета I |         | англ. Elizabeth I                          | 1558–1603      |
| (***) Починаючи з 1199 року Володіння Ірландія знаходилося у підпорядкуванні англійської корони. В 1541 році було створено королівство Ірландія. Король Генріх VIII став першим англійським королем, якого ірландський парламент наділив титулом Король Ірландії. |         |                                            |                |

## Стюарти
| Королі Англії, Шотландії та Ірландії В 1603 р., після смерті королеви Єлизавети I, англійський трон успадкував король Шотландії Яків VI. |         |      |                |                                      |
| Династія Стюартів |         |      |                |                                      |
| Ім'я | Портрет | Герб | Роки правління | Примітки                             |
| Яків I (англ. James I) |         |      | 1603–1625      | Король Шотландії під іменем Якова VI |
| Карл I (англ. Charles I) |         |      | 1625–1649      | Син Якова I                          |

### Протекторат
| Співдружність і Протекторат Після страти Карла I в 1649 р. Англія стала республікою, пізніше була проголошена Співдружність Англії і Шотландії, а в 1653 р. була утворена посада протектора, на яку був обраний Олівер Кромвель. |         |      |                |                      |
| Ім'я | Портрет | Герб | Роки правління | Примітки             |
| Олівер Кромвель (англ. Oliver Cromwell) |         |      | 1653–1658      |                      |
| Річард Кромвель (англ. Richard Cromwell) |         |      | 1658–1659      | Син Олівера Кромвеля |

### Стюарти (реставрація)
| Королі Англії, Шотландії та Ірландії В 1660 р. на престол Англії, Шотландії та Ірландії повернулися Стюарти. |         |      |                |                                                                                                  |
| Реставрація Стюартів                                                                                         |         |      |                |                                                                                                  |
| Ім'я | Портрет | Герб | Роки правління | Примітки                                                                                         |
| Карл II (англ. Charles II)                                                                                   |         |      | 1660–1685      | Син Карла I, король Шотландії також в 1649–1651 рр.                                              |
| Яків II (англ. James II)                                                                                     |         |      | 1685–1689      | Син Карла I, король Шотландії під іменем Якова VII                                               |
| Марія II (англ. Mary II)                                                                                     |         |      | 1689–1694      | Дочка Якова II, володарювала разом з Вільгельмом III                                             |
| Вільгельм III Оранський (англ. William III of Orange)                                                        |         |      | 1689–1702      | Онук Карла I, король Шотландії під іменем Вільгельма II, король Ірландії під іменем Вільгельма I |
| Анна Стюарт (англ. Anne)                                                                                     |         |      | 1702–1707      | Дочка Якова II                                                                                   |